# Giuseppe Olmo
Pour les articles homonymes, voir Olmo.
Giuseppe Olmo (né le 22 novembre 1911 à Celle Ligure, dans la province de Savone, en Ligurie - mort le 5 mars 1992 à Milan) est un coureur cycliste italien, recordman du monde de l'heure en 1935 avec 45,090 kilomètres et dont la carrière se déroule dans les années 1930. Il arrête sa carrière le 20 mars 1942.

## Palmarès

### Palmarès amateur
- 1931
  -  Champion d'Italie amateurs
  - Coppa Italia (contre-la-montre par équipes)
  - 2e de Milan-Turin
  - 2e de Milan-Modène
  -  Médaillé d'argent du championnat du monde sur route amateurs
- 1932
  -  Champion olympique de la course sur route par équipes
  - 4e étape du Tour du Piémont
  - Milan-Turin
  - Giro del Sestriere
  - 2e du Tour du Piémont
  - 4e de la course en ligne des Jeux olympiques

### Palmarès professionnel
- 1933
  - 4e et 12e étapes du Tour d'Italie
  - Coppa Val Maira à Dronero
- 1934
  - 13e, 16e et 17e étapes du Tour d'Italie
  - 4e du Tour d'Italie
- 1935
  - Milan-San Remo
  - Circuit des Apennins
  - 5ea (contre-la-montre), 12e, 15e et 16e étapes du Tour d'Italie
  - Grand Prix du Cinquantenaire
  - Record du monde de l'heure (45.090 km)
  - 2e du Tour de Campanie
  - 2e de Milan-Turin
  - 3e du Tour d'Italie
  - 3e du Tour de Toscane
  - 4e du Tour de Lombardie
- 1936
  -  Champion d'Italie sur route
  - Tour d'Émilie
  - Coppa Mater à Rome
  - 1re, 5e, 6e, 11e (contre-la-montre), 12e, 13e, 15eb (contre-la-montre), 16e et 17e et 19e étapes du Tour d'Italie
  - 2e du Tour d'Italie
  - 2e du Tour du Piémont
  - 2e de Milan-Modène
  - 6e de Milan-San Remo
- 1937
  - 6e étape du Tour d'Italie
- 1938
  - Milan-San Remo
  - Tour de Campanie :
    - Classement général
    - 1re étape

  - Turin-Ceriale
  - 2e de Milan-Turin
- 1940
  -  Champion d'Italie de demi-fond

## Résultats sur le Tour d'Italie
5 participations
- 1933 : 18e, vainqueur des 4e et 12e étapes
- 1934 : 4e, vainqueur des 13e, 16e, et 17e étapes,  maillot rose pendant 1 jour
- 1935 : 3e, vainqueur des 5e 13e, 17e, et 18e étapes,  maillot rose pendant 1 jour
- 1936 : 2e, vainqueur des 1re, 5e, 6e, 11e, 12e, 13e, 15eb, 16e, 17ea et 19e étapes,  maillot rose pendant 4 jours
- 1937 : abandon (12e étape), vainqueur de la 6e étape

## Sources
- Encyclopédie mondiale du cyclisme - Éditions Eecloonaar